# Rinorea myrsinifolia
Rinorea myrsinifolia är en violväxtart som beskrevs av Dunkley. Rinorea myrsinifolia ingår i släktet Rinorea och familjen violväxter. Inga underarter finns listade i Catalogue of Life.